# فینک
فینک (انگلیسی: Fink؛ زادهٔ ۱۹۷۲ (۵۲–۵۳ سال)) ترانه‌سرا، گیتارنواز، خواننده و تهیه‌کننده موسیقی اهل بریتانیا است. وی از سال ۱۹۹۳ میلادی تا کنون مشغول فعالیت بوده است.